# Yale Lary
Robert Yale „Buck“ Lary (* 24. November 1930 in Fort Worth, Texas; † 12. Mai 2017 ebenda) war ein US-amerikanischer American-Football-Spieler. Er spielte unter anderem auf der Position des Safetys bei den Detroit Lions in der National Football League (NFL).

## Spielerlaufbahn

### Collegekarriere
Lary besuchte in seiner Geburtsstadt die High School und spielte von 1950 bis 1952 Baseball und American Football an der Texas A&M University bei den Texas A&M Aggies. 1950 konnte seine Footballmannschaft den Presidential Cup Bowl mit 40:20 gegen die University of Georgia gewinnen. Bereits auf dem College kam er als Footballspieler auf verschiedenen Positionen zum Einsatz.

### Profikarriere
In der NFL Draft 1952 wurde Lary in der dritten Runde an der 34. Stelle von den Lions gezogen. Die von Buddy Parker trainierte Mannschaft war in den 1950er Jahren ein Spitzenteam in der NFL. Zahlreiche Spitzenspieler wie Pat Harder, Lou Creekmur oder Jack Christiansen spielten in den Reihen der Mannschaft. Lary kam sowohl in der Defense als Safety, aber auch als Punter und Punt Returner zum Einsatz. Auf allen Positionen zeigte er herausragende Leistungen. Lary gewann dreimal die NFL Meisterschaft. In seinem ersten Profijahr konnten die Cleveland Browns mit 17:7 geschlagen werden, 1953 wurden erneut die Browns mit 17:16 besiegt, 1957 folgte nochmals ein Sieg gegen die Browns – diesmal mit 59:14.
Lary stellte zahlreiche NFL-Saisonrekorde auf. So konnte er 1959, 1961 und 1962 den höchsten Saisondurchschnitt bei den erzielten Yards aller NFL-Punter erzielen. Er spielte 11 Spielrunden in Detroit und konnte dabei 133 Spiele absolvieren. Insgesamt erzielte er sechs Touchdowns und fing 50 Pässe (Interceptions) ab.
1954 und 1955 musste Lary seine Laufbahn aufgrund seiner Einberufung zur US Army für zwei Jahre unterbrechen, kehrte aber danach zu den Lions zurück. Nach der Saison 1964 beendete er seine Laufbahn. Lary zählt zu den besten Puntern und Safetys der NFL-Geschichte. 

## Abseits des Spielfelds
Von 1959 bis 1963 war Yale Lary demokratischer Abgeordneter im Repräsentantenhaus von Texas. Er lebte zuletzt in Fort Worth und fand dort auf dem Greenwood Memorial Park and Mausoleum seine letzte Ruhestätte.

## Ehrungen
Lary spielte in neun Pro Bowls, dem Abschlussspiel der besten Spieler einer Saison. Er wurde neunmal zum All Pro gewählt und ist Mitglied in der Pro Football Hall of Fame, in der Texas Sports Hall of Fame und in dem NFL 1950s All-Decade Team.

## Quelle
- Jens Plassmann: NFL – American Football. Das Spiel, die Stars, die Stories (= Rororo 9445 rororo Sport). Rowohlt, Reinbek bei Hamburg 1995, ISBN 3-499-19445-7.